# 200 West Street
Il 200 West Street è un grattacielo situato a Manhattan, New York. Completato nel 2010 e alto 228 m, è di proprietà della Goldman Sachs.